# Cave PC
Le Cave PC  est un système d'arcade basé sur une architecture PC conçu par la société japonaise Cave en 2009.

## Description
Le Cave PC est la troisième génération de système d'arcade créé par la société Cave. Il a été conçu en 2009 et accueille le jeu Deathsmiles II. C'est le premier système Cave à inclure des polygones alors que les systèmes précédents utilisaient des sprites.

## Spécifications techniques

### Matériel commun
- Processeur : Athlon 64 X2 Brisbane 5050e cadencé à 2,60 GHz 1024KB de cache en L2
- Graphisme : Radeon 3200 intégré à la carte mère
- Carte mère : Asus M3A78-EM Socket AM2+/AM2, format MicroATX
- RAM : 2048MB DDR 800MHz
- Connectique : JVS
- Connexion : LAN
- Résolution : 4/3 - 640 × 480

## Liste de jeux
| Titre          | Développeur | Éditeur    | Genre        | Date |
| -------------- | ----------- | ---------- | ------------ | ---- |
| Deathsmiles II | Cave        | Cave / AMI | Shoot 'em up | 2009 |